# Levinus Battus
Levinus Battus (* Dezember 1545 in Gent; † 11. April 1591 in Rostock) war ein deutscher Mediziner.

## Leben
Als Sohn des Bartholomäus Battus (* 1515 in Aalst, Flandern; † 1558 in Rostock) geboren, musste er wegen seiner evangelischen Überzeugung 1556 seine Heimat verlassen. Levinus wurde in Rostock 1557 immatrikuliert, studierte ab dem 3. November 1558 in Wittenberg, wo er am 16. Februar 1559 Magister artium wurde, bezog als solcher 1560 die Universität Rostock und übernahm mathematische Vorlesungen. 1564 wurde er Regens des Collegiums an der artistischen Fakultät und floh 1565 vor der Pest nach Italien. Dort wurde er nach einem Aufenthalt in Padua am 31. Oktober 1565 in Venedig zum Doktor der Medizin promoviert und nach seiner Rückkehr nach Rostock 1566 zum außerordentlichen Professor der Medizin berufen. 1568 wurde er ordentlicher Professor der Medizin, 1579, sowie 1586 Dekan der medizinischen Fakultät und 1587 Vizekanzler der Rostocker Hochschule.
In erster Ehe war er 1563 mit Anna, der Tochter des berühmten Konrad Pegel (auch genannt Pegelius) aus dem pommerschen Uradelsgeschlecht Peglow, verheiratet. Sein ältester Sohn Levin war Jurist und Professor Vicarius in Rostock († 1643). Battus galt seinerzeit als fähiger Mathematiker und Mediziner. Er behauptete damals bereits, dass man die Epilepsie durch das Öffnen der Schädeldecke heilen könne. 1591 gab er die Werke des Mediziners Jacob Bording (1511–1560) heraus.